# Atanas Figol
Atanas Figol, ukr. Атанас Фіґоль (ur. 1908 w Kołomyi - zm. w 1993 w Monachium) – ukraiński niepodległościowy działacz społeczny i polityczny, premier rządu URL na emigracji w latach 1967–1969, syn Iwana Figola.
W młodości był działaczem studenckim we Lwowie, w latach 1941–1945 był przedstawicielem UCK w Niemczech, od 1945 na emigracji w Monachium.
Od 1966 docent, a później profesor Ukraińskiego Instytutu Techniczno-Gospodarczego (UTHI).
Był działaczem Płastu (w latach 1945-1952 przewodniczący Związku Ukraińskich Płastunów na Emigracji), od 1955 referent ekonomiczny Naukowego Towarzystwa im. Szewczenki, w latach 1967-1969 przewodniczący Organu Wykonawczego Państwowego Centrum URL na Emigracji, w latach 1976-1981 przewodniczący Ukraińskiego Ruchu Demokratycznego.